# 성주군·칠곡군 (1963년 선거구)
성주군·칠곡군은 대한민국의 옛 국회의원 선거구이다. 당시 경상북도 성주군, 칠곡군 지역을 관할했다.

## 역사
제6대 국회의원 선거를 앞두고 성주군 선거구와 칠곡군 선거구가 통합되면서 신설되었다.
제9대 국회의원 선거를 앞두고 군위군·선산군 선거구와 통합되면서 군위군·성주군·선산군·칠곡군 선거구를 이루게 됨에 따라 폐지되었다.

## 역대 국회의원
| 선거   | 정당 | 정당       | 의원   |
| ------ | ---- | ---------- | ------ |
| 1963년 |      | 민주공화당 | 송한철 |
| 1967년 |      | 민주공화당 | 송한철 |
| 1971년 |      | 신민당     | 김창환 |

## 역대 선거 결과

### 대한민국 제6대 국회의원 선거
|  | 41.07% |

|  | 30.89% |

|  | 18.77% |

|  | 5.03% |

|  | 2.48% |

|  | 1.74% |

### 대한민국 제7대 국회의원 선거
|  | 45.96% |

|  | 27.43% |

|  | 23.50% |

|  | 1.86% |

|  | 1.23% |

|  | 0% |

### 대한민국 제8대 국회의원 선거
|  | 58.64% |

|  | 37.39% |

|  | 2.69% |

|  | 0.87% |

|  | 0.38% |